# Stadio della Beaujoire
Lo stadio della Beaujoire (in francese Stade de la Beaujoire ‒ Louis Fonteneau, IPA [stad də la boʒwaʁ]) è un impianto sportivo multifunzione francese di Nantes; si trova nel settore nordorientale della città nel quartiere omonimo della Beaujoire, facente parte del distretto amministrativo di Nantes Erdre.
Capace di 35318 posti a sedere, fu inaugurato nel 1984 come Stade de la Beaujoire alla vigilia del campionato europeo di calcio in Francia di quell'anno; dopo la competizione continentale divenne l'impianto interno della formazione calcistica del Nantes.
In seguito ha ospitato anche gare della fase a gironi della Coppa del Mondo di rugby 2007 e, più recentemente, di quella del 2023.
Il nome attuale di Stade de la Beaujoire ‒ Louis Fonteneau fu conferito nel 1989 dopo la morte di Louis Fonteneau, storico calciatore e successivamente presidente del Nantes.
La proprietà dell'impianto è dell'agglomerazione intercomunale di Nantes Métropole, e il fondo di gioco è, dal 2013, in erba ibrida con tecnologia GrassMaster.

## Storia
Lo stadio della Beaujoire fu ideato nell'ambito di un piano nazionale di edificazione e rinnovo degli impianti sportivi in Francia a seguito dell'assegnazione a tale Paese dell'organizzazione del campionato europeo di calcio 1984.
A inizio 1982 il comune di Nantes bandì un concorso di idee e realizzazione per un nuovo impianto sportivo, dal quale risultò vincitore il progetto presentato dall'architetto Berdje Agopyan, gli studi d'ingegneria CERA e Chantiers Modernes, e il costruttore Sainrapt et Brice.
Il progetto, un impianto simmetrico di forma ellittica orientato longitudinalmente nord-sud, è coperto da una tettoia in cemento armato precompresso costruita a terra e successivamente posta in opera su apposite mensole realizzate in fase di edificazione; i lavori iniziarono a ottobre 1982 e terminarono circa 15 mesi dopo a gennaio 1984.
L'inaugurazione ufficiale avvenne l'8 maggio 1984, a un mese dall'inizio del campionato europeo, con un'amichevole tra il Nantes e la Romania, squadra qualificatasi alla competizione a spese dell'Italia campione del mondo.
Un mese più tardi, il 16 giugno, ivi avvenne anche l'esordio internazionale con la Francia che, nella seconda partita della fase a gironi del campionato europeo, batté 5-0 il Belgio con 3 gol di Michel Platini e uno ciascuno di Luis Fernández e Alain Giresse.
Oltre a quella citata, ospitò un'altra partita della fase a gironi, tra il Portogallo e la Romania, risoltasi 1-0 per i lusitani.
Il 17 agosto 1984 il Nantes disputò alla Beaujoire il suo primo incontro ufficiale, una vittoria 3-1 sul Tolone nella giornata d'apertura di quella stagione di Division 1.
Nel 1986 morì il presidente, ed ex calciatore, del Nantes Louis Fonteneau, in carica da 17 anni, e tre anni più tardi il club propose e ottenne l'aggiunta del suo nome a quello ufficiale dello stadio.

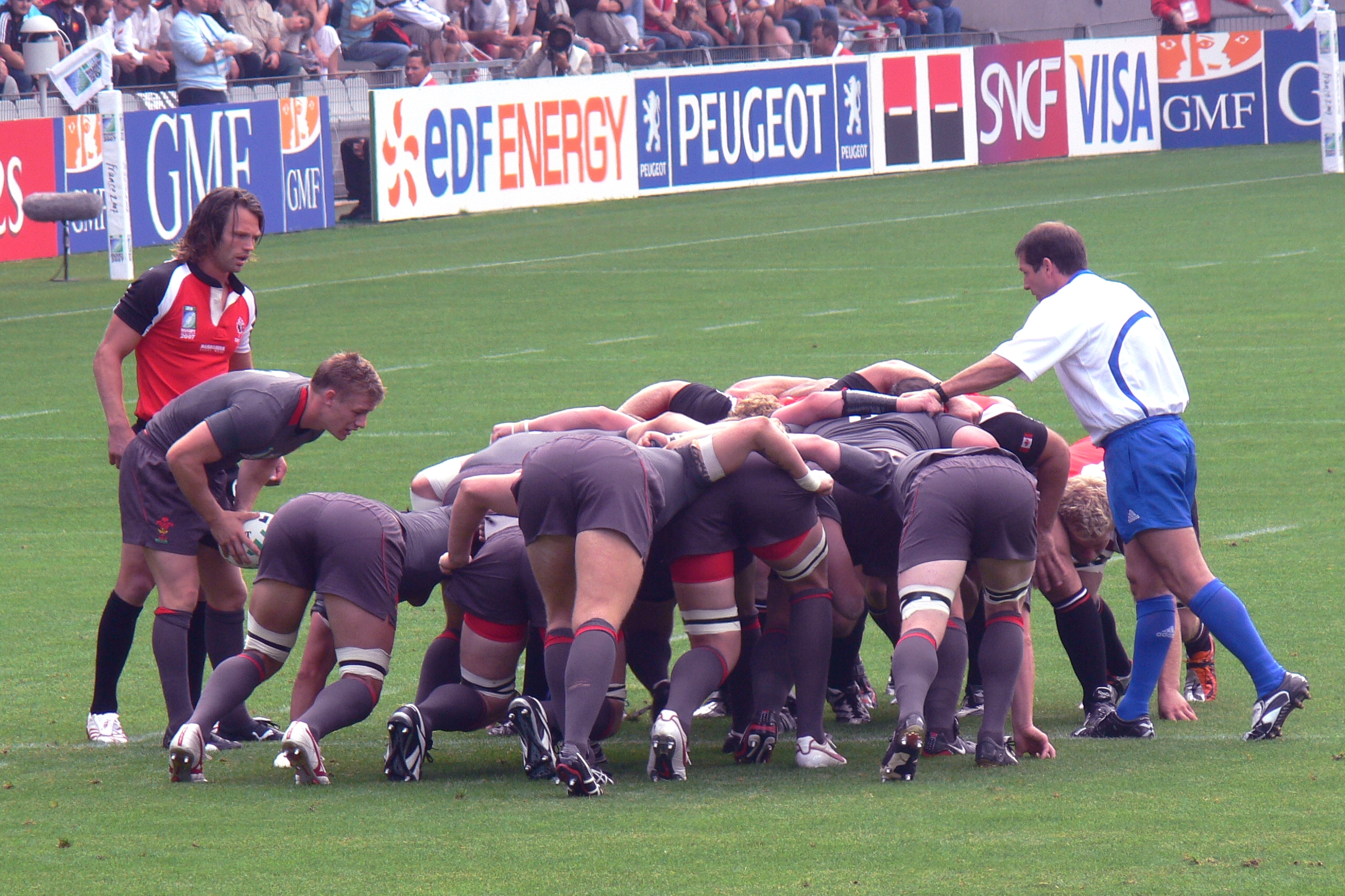
Mischia chiusa alla tra le formazioni di e

In preparazione al campionato mondiale di calcio 1998 la cui organizzazione fu affidata alla Francia, 43 milioni di franchi (circa 6,56 milioni di euro non rivalutati) furono investiti per un piano di ristrutturazione dell'impianto che comportava l'eliminazione dei posti in piedi, la messa in sicurezza degli accessi, il rifacimento dell'illuminazione e degli impianti di audiodiffusione.
Al mondiale di calcio 1998 la Beaujoire ospitò 6 incontri, incluso il quarto di finale vinto dal Brasile sulla Danimarca che segnò l'addio al calcio del danese Michael Laudrup.
Quando la federugby francese ricevette l'organizzazione della Coppa del Mondo di rugby 2007, tutti gli impianti della competizione calcistica del 1998 furono utilizzati per ospitarvi anche il torneo di palla ovale; alla Beaujoire furono riservati tre incontri della fase a gironi, due dei quali videro di scena il Galles e uno l'Inghilterra.
Nonostante l'allora relativa giovane età dell'impianto (25 anni), e i lavori di ristrutturazione a seguito delle due più recenti manifestazioni internazionali ufficiali ospitate, la città di Nantes annunciò nel 2009 la sua rinuncia a candidarsi tra le sedi destinate a ospitare il campionato europeo di calcio 2016 per via degli alti costi richiesti per l'adeguamento: l'UEFA, infatti, richiedeva il rifacimento degli spogliatoi e l'istituzione di settori VIP, insostenibili per il sindaco di Nantes perché avrebbe comportato la rinuncia a 2500 posti popolari.
Dal 2013 il terreno di gioco dello stadio è un tappeto di erba ibrida (mista naturale / sintetica) di tecnologia GrassMaster, brevettata dall'olandese Desso e, dal 2015, di proprietà intellettuale della francese Tarkett.
Con l'istituzione, il 1º gennaio 2015, della Metropoli di Nantes, la nuova entità amministrativa è subentrata nella proprietà delle infrastrutture già del comune, compreso quindi lo stadio della Beaujoire.
Il 17 marzo 2017, nell'ambito della candidatura della Francia a paese ospitante della Coppa del Mondo di rugby 2023, lo stadio è stato selezionato come uno dei 12 impianto che avrebbero ospitato l'edizione della rassegna mondiale.
Nel 2018, secondo un progetto di nuovo stadio chiamato YelloPark, lo stadio avrebbe dovuto essere demolito per fare spazio a quello nuovo, tuttavia il 26 febbraio 2019 il progetto è stato annullato, dopo che il comune metropolitano di Nantes aveva accettato di discutere sulla vendita dei terreni e di fare una votazione che ha portato alla decisione finale.
Nell'estate 2024, lo stadio è stato scelto come impianto ospitante del torneo maschile e di quello femminile di calcio alle Olimpiadi di Parigi.

### LaBattaglia di Nantes
Benché stadio prevalentemente calcistico, la Beaujoire ha un posto nella cultura di massa per via di un incontro di rugby particolarmente cruento passato alla storia come Battaglia di Nantes (in francese Bataille de Nantes, in inglese Battle of Nantes) che riprendeva, con connotazione più leggera, il nome dell'omonimo evento bellico che ebbe luogo durante le guerre di Vandea: in occasione del tour della Nuova Zelanda in Francia del 1986 erano previsti due test match tra gli All Blacks e la nazionale di casa.
Il primo, disputatosi l'8 novembre a Tolosa, vide una netta vittoria dei visitatori e una settimana più tardi, nel secondo incontro di scena alla Beaujorie, la Francia scese in campo con maggiore aggressività rispetto a quella con cui affrontò l'incontro precedente; a metà primo tempo, in un raggruppamento, il francese Pascal Ondarts si scontrò violentemente con il neozelandese Wayne Shelford provocandogli la lacerazione dello scroto con i tacchetti di alluminio delle sue scarpe e la conseguente fuoriuscita di un testicolo nonché la rottura di quattro denti frontali.
Invece di abbandonare l'incontro, Shelford chiese al medico della squadra un intervento d'emergenza a bordo campo per ricucire lo scroto, dopo il quale tornò a giocare per uscire definitivamente dal campo in barella a causa di un ulteriore scontro che gli provocò una commozione cerebrale, a seguito della quale affermò di non ricordare neppure l'andamento della partita, che la Francia vinse 16-3.
Il ricordo di quanto successo a Nantes continuò ad affiorare a intervalli regolari, tanto che pure in occasione della finale della Coppa del Mondo di rugby 2011 ad Auckland, che vedeva di fronte proprio le due nazionali di Francia e Nuova Zelanda, Wayne Shelford ricordò l'episodio sulle colonne del New Zealand Herald per mettere in guardia i suoi connazionali dal «gioco brutale» dei loro avversari, cosa questa che provocò polemiche da parte francese.
Contro la narrazione di tali fatti, ritenuta «leggendaria», il quotidiano tolosano la Dépêche du Midi sostiene che non vi sarebbe traccia né di scontri in cui Shelford avrebbe perso denti, né tantomeno lacerazioni scrotali, sia pur dando atto della durezza dell'incontro, certificata dalle numerose uscite per infortunio ambo le parti.

## Incontri internazionali di rilievo

### Calcio
| Arbitro: | Bob Valentine |

|                                                       |           |  |
| Platini 3’, 74’ (rig.), 89’ Giresse 33’ Fernández 43’ | Marcatori |  |

| Arbitro: | Gamal Al-Ghandour |

|                             |           |                             |
| Bebeto 10’ Rivaldo 25’, 59’ | Marcatori | 2’ Jørgensen 50’ B. Laudrup |

| Nantes 24 luglio 2024, ore 17:00 UTC+2 Giochi della XXXIIII Olimpiade, Girone C | Egitto            | 0 – 0 referto | Rep. Dominicana | Stadio della Beaujoire (13 945 spett.)\| Arbitro: \| Yoshimi Yamashita \| |
| Arbitro:                                                                        | Yoshimi Yamashita |               |                 |                                                                           |

### Rugby a 15
| Arbitro: | Stuart Dickinson |

|                                                                       |      |                                            |
| Popham 34’ S. Williams 45’ G. Thomas 47’ M. Jones 50’ M. Williams 72’ | mt   | 15’ Qera 19’ Delasau 27’ Leawere 76’ Dewes |
| Hook 34’ S. Jones 45’, 50’                                            | tr   | 15’, 27’, 76’ N. Little                    |
| S. Jones 4’                                                           | c.p. | 22’, 25’, 53’, 59’ N. Little               |